# Vamana

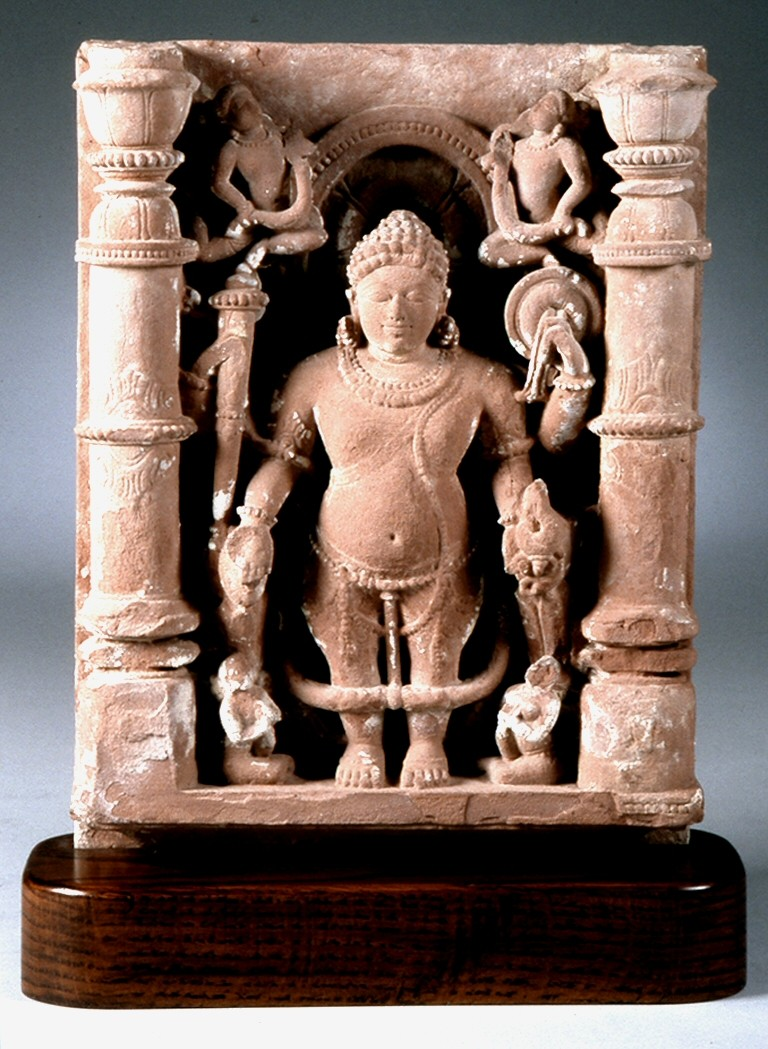
Vishnu als Zwerg (vamana) mit den Attributen Vishnus – Keule (gada), Wurfscheibe (chakra), Schneckenhorn (shankha) und Gebetskette (mala)

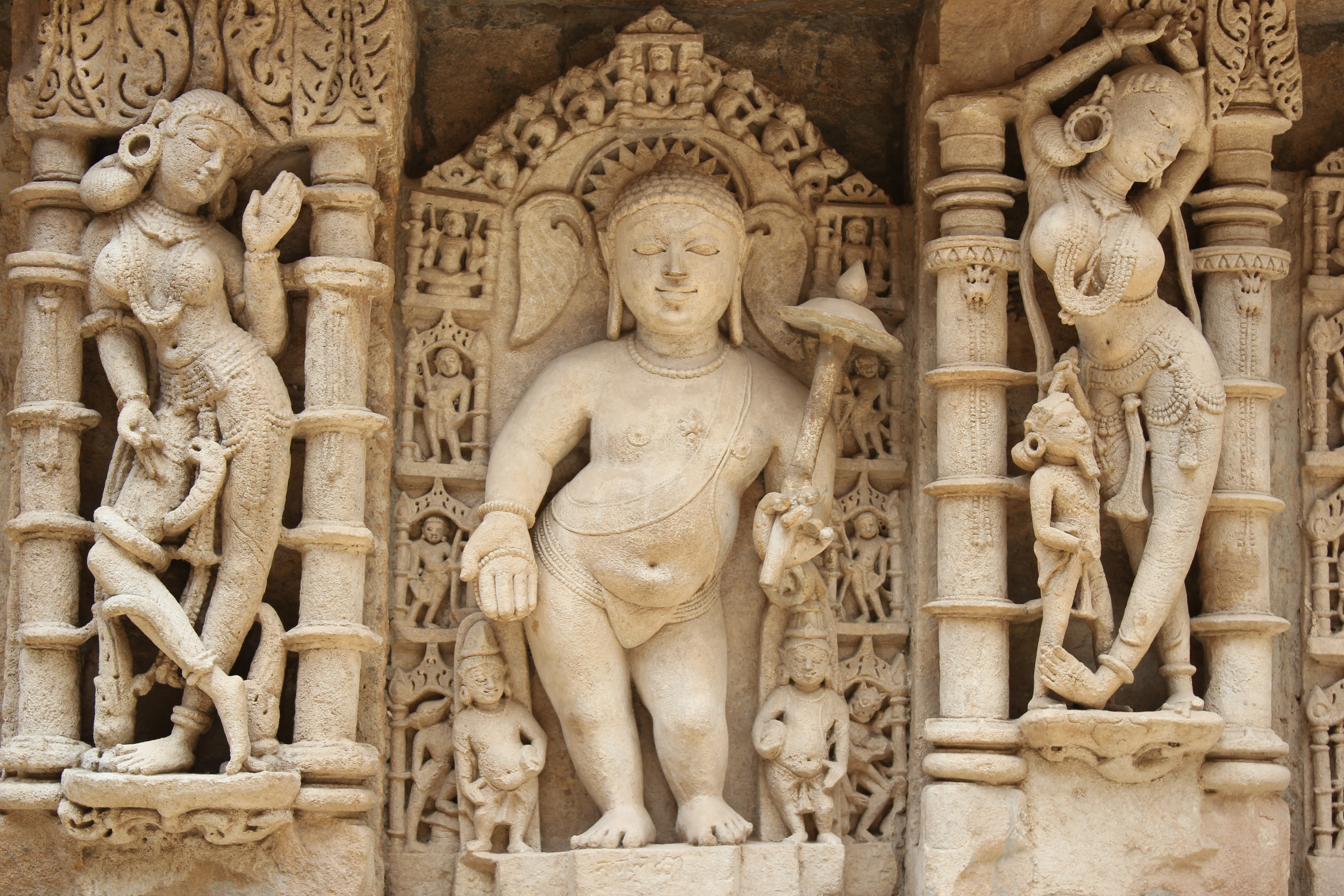
Zweiarmiger Vamana mit Schirm (chhatra), Gebetskette (mala) und Brahmanenschnur, Rani Ki Vav, Gujarat

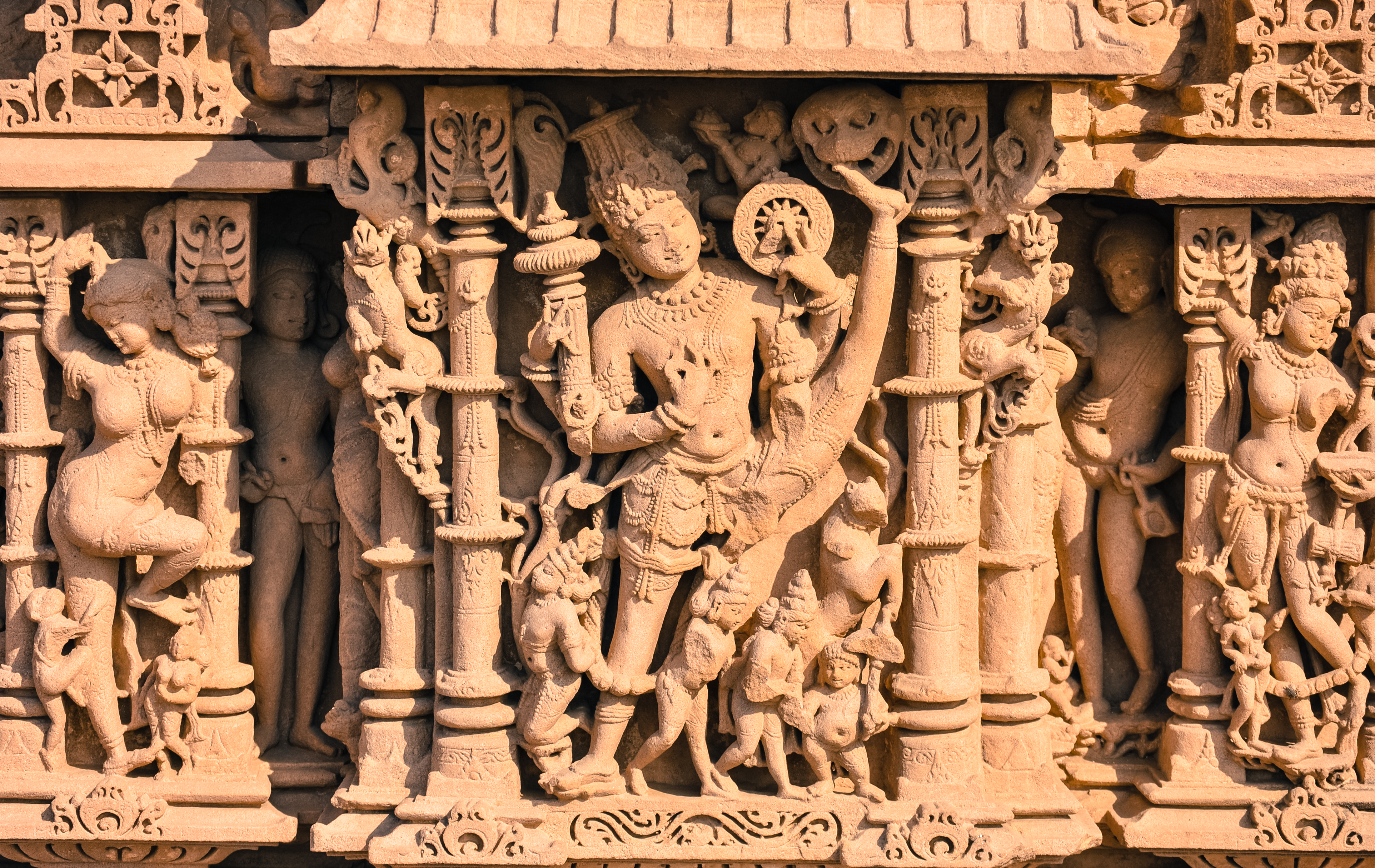
Vamana als Trivikrama, Harihara-Tempel III, Osian, Rajasthan

Vamana (Sanskrit वामन Vāmana) ist im Hinduismus eine kleinwüchsige Gottheit und die fünfte Inkarnation Vishnus.
Laut indischer Mythologie fanden die ersten vier Inkarnationen Vishnus im ersten der vier Weltzeitalter, dem Krita-Yuga statt. Seine fünfte Verkörperung gilt als die erste im zweiten Zeitalter, dem Treta-Yuga. In jener Zeit gab es bereits drei Welten: Himmel, Erde und Unterwelt.

## Mythos
Die Puranas berichten, wie der tugendhafte König Bali durch große Frömmigkeit und Askese die Herrschaft über Himmel, Erde und Unterwelt errungen hatte. In den Augen der himmlischen Devas war dies eine zu große Anmaßung Balis, sie sahen ihre Vorherrschaft schwinden. Wie immer, wenn das Dharma, also das kosmische Gesetz und die menschliche Ordnung, bedroht waren, riefen sie Vishnu zu Hilfe, damit dieser auf die Erde herabsteige um das Dharma wiederherzustellen. Vishnu ließ sich eine List einfallen. Er überraschte König Bali bei einer spirituellen Übung und trat ihm in der Form des unscheinbaren Zwerges Vamana entgegen. Bescheiden bat er um drei Schritte Land für seine Feuerstätte. Bali war verblüfft über diese lächerliche Bitte aus seinem Mund und gewährte sie. Da verwandelte sich der Zwerg in seine kosmische Form, die aus allen Göttern besteht (Trivikrama). Die Mythos beschreibt den von ihm ausstrahlenden göttlichen Glanz und seine Unermesslichkeit:
„Mond und Sonne sind seine Augen, der Himmel sein Haupt, die Erde seine Füße, Sternbilder in seinem Blick, die Strahlen der Sonne seine Haare, Sterne seine Poren.“
Mit zwei Schritten durchschritt er Himmel und Erde; vor dem dritten hält er inne und überlässt Bali die unergründliche Tiefe, die Region der Unterwelt.

## Darstellungen
In der Bildhauerkunst Indiens sind Vamana-Darstellungen bereits seit dem 4. Jahrhundert bekannt; die Existenz älterer Bildnisse aus Holz ist wahrscheinlich, aber nicht mehr beweisbar. Vamana wird zum einen als kleinwüchsiger, dickbäuchiger Mann mit den Attributen Vishnus (Keule (gada), Wurfscheibe (chakra), Schneckenhorn (shankha) und Lotos (padma) oder Kette (mala)) in den Händen dargestellt; deutlich häufiger und repräsentativer jedoch ist die Darstellung des Trivikrama, d. h. die Szene des oft achtarmigen, zur vollen Größe entwickelten und mit einem Bein weit ausschreitenden Gottes Vishnu, der über seine gewöhnlichen Attribute hinaus noch andere Waffen (z. B. Schwert und Schild) in Händen hält.
In einigen mittelalterlichen Fällen, vor allem aber in den neuzeitlichen Malereien und Drucken wird dieser kleinwüchsige Avatar Vishnus durch einen Schirm (chhatra) gekennzeichnet, den er in der Hand trägt. Manchmal findet sich dieser auch allein als Symbol; er gilt auch als ein Erkennungszeichen der indischen Priester aus der Kaste der Brahmanen.